# NGC 3036
NGC 3036 (również ESO 126-SC27) – gromada otwarta znajdująca się w gwiazdozbiorze Kila. Odkrył ją John Herschel 7 marca 1837 roku. Jest położona w odległości ok. 3,9 tys. lat świetlnych od Słońca.